# Ferdinand Albert Gustav Nemitz
Ferdinand Albert Gustav Nemitz (ur. 10 września 1805 w Łobzie, zm. 17 kwietnia 1886 w Stargardzie) – pruski prawnik, członek Zgromadzenia Narodowego we Frankfurcie i Pruskiej Izby Reprezentantów.
Jego ojciec, burmistrz Łobza w latach 1806–1809, zmarł wcześnie, dlatego małego Ferdinanda oddano do sierocińca w Halle. Studiował w Halle i Greifswaldzie. Był sędzią w kilku sądach, a w 1849 roku został dyrektorem Sądu Rejonowego w Prusach. W 1875 roku otrzymał tytuł członka Tajnej Radny w Prusach.